# Nex Aviation
Nex Aviation là hãng hàng không của Ireland, trụ sở ở Galway. Căn cứ chính của hãng ở Sân bay Galway và 1 căn cứ khác ở Sân bay Waterford.

## Lịch sử
Nexviation được thành lập năm 2007 và bắt đầu hoạt động từ ngàỳ 1.7.2007. Hãng có dịch vụ chở khách thuê bao thay cho hãng hàng không Aer Arann từ Galway và Waterford tới các điểm đến ở châu Âu.

## Các nơi đến
- Ireland
  - Galway
  - Waterford
- Tây Ban Nha
  - Málaga
- Pháp
  - Bordeaux
- Bồ Đào Nha
  - Faro
- Hà Lan
  - Amsterdam

## Đội máy bay
(Ngày 10.7.2008) :
- 2 BAe 146-200 (bay cho hãng Aer Arann)